# 武都郡
武都郡（ぶと-ぐん）はかつて中国に存在した郡。漢代から北魏まで置かれた涼州系武都郡と、北魏から隋代にかけて置かれた岐州武都郡がある。

## 涼州系武都郡

### 前漢
元鼎6年（前111年）、武帝によって設置され、涼州に属す。
戸数：51376、人口：235561、領県：9
- 武都県
- 上禄県
- 故道県
- 河池県
- 沮県
- 平楽道
- 嘉陵道
- 循成道
- 下辨道

武都の地には氐族や羌族・犍為族・牂牁族・越巂族といった諸族が雑居しており、その習俗はだいたい巴族や蜀族と同じである。

### 新
王莽が今までの郡県名を改名したため、武都郡は楽平郡となり、領県も以下のようになる。
- 武都県→循虜県
- 上禄県
- 故道県→善治県
- 河池県→楽平亭
- 沮県
- 平楽道
- 嘉陵道
- 循成道
- 下辨道→楊徳県

### 後漢
戸数：20102、人口：81728、城数：7
- 下辨県
- 武都県
- 上禄県
- 故道県
- 河池県
- 沮県
- 羌道県

### 西晋
戸数：3000、統県：5
- 下辨県
- 河池県
- 沮県
- 武都県
- 故道県

### 北魏
北魏の時代になると、武都郡は南秦州に属す。領県：4
- 石門県…郡治。太平真君9年（448年）に設置。羌道城がある。
- 白水県…太平真君9年（448年）に白水郡を置いたが、後に白水県とする。
- 東平県…太平真君9年（448年）に設置。
- 孔堤県

### 西魏～隋
西魏が武州に設置。戸数：10780、統県：7
- 将利県（旧：石門県）…西魏が安育県と改め、北周が将利県と改める。武都郡に置き、後に改めて永都郡とした。開皇3年（583年）に永都郡を廃したが、大業3年（607年）に武都郡を置く。
- 建威県（旧：白水県）…北魏が粟邑県を白水県と改め、武都郡に属させた。西魏はふたたび郡を立て、改めて綏戎郡とした。北周は綏戎郡を廃し、改めて建威県とする。
- 覆津県…北魏で初め翫当県といい、武街郡を置いた。西魏は覆津県を設置して万郡に置くと、赤万・接難・五部の3県を統べる。北周は一郡三県を翫当県とした。開皇3年（583年）に武街郡が廃される。
- 盤堤県…西魏が設置。南五部県といい、後に改名する。
- 長松県…西魏が設置。初めは建昌県といい、のちに文州及び葭蘆郡を置く。開皇3年（583年）に葭蘆郡を廃し、開皇18年（598年）に県を長松県と改め、大業3年（607年）に文州を廃す。
- 曲水県…西魏が設置。
- 正西県…西魏が設置。

### 唐
武徳元年（618年）、武州が設置されると、将利・建威・覆津・盤堤の4県を領した。
貞観元年（627年）、建威県を省いて将利県を入れる。
天宝元年（742年）、武都郡と改める。
乾元元年（758年）、ふたたび武州となる。

## 岐州武都郡
岐州武都郡は北魏の太延5年（439年）に設置される。領県：3
- 平陽県…太平真君6年（445年）に設置。新谷・五丈原・郿塢がある。
- 南田県
- 高車県

西魏の大統13年（547年）に洛邑県と改め、北周は翔州を置いた。隋の大業3年（607年）に虢県となり、扶風郡に属した。

## 参考資料
- 『漢書』地理志下
- 『後漢書』郡国五
- 『晋書』地理志上
- 『魏書』志第七 地形二下
- 『隋書』志第二十四 地理上
- 『旧唐書』志第二十 地理三